# ミズバショウ
ミズバショウ（水芭蕉、学名: Lysichiton camtschatcensis Schott）は、サトイモ科ミズバショウ属の多年草。

## 特徴
湿地に自生し発芽直後の葉間中央から純白の仏炎苞（ぶつえんほう）と呼ばれる苞を開く。これが花に見えるが仏炎苞は葉の変形したものである。仏炎苞の中央にある円柱状の部分が小さな花が多数集まった花序（かじょ）である。開花時期は低地では4月から5月、高地では融雪後の5月から7月にかけて。葉は花の後に出る。根出状に出て立ち上がり、長さ80 cm、幅30 cmに達する。
和名の「バショウ」は、芭蕉布の材料に利用されているイトバショウ（Musa liukiuensis (Matsumura) Makino）の葉に似ていることに由来する。

## 分布
シベリア東部、サハリン、千島列島、カムチャツカ半島と日本の北海道と中部地方以北の本州の日本海側に分布する。南限の兵庫県養父市の加保坂峠にも隔離分布している。山地帯から亜高山帯の湿原や林下の湿地に分布する。学名の種小名は「カムチャツカ半島」に由来する。基準標本は、カムチャツカ半島のもの。

### 日本の主な群生地
日本の各地に多数の群落がある。「夏の思い出」（作詞:江間章子、作曲:中田喜直）で歌われているが、実際に尾瀬沼でミズバショウが咲くのは5月末ごろ、これは尾瀬の季節でいうと春先にあたる。江間はミズバショウが夏の季語として歳時記に掲載されていることから夏と表現した。また二十四節気においても夏にあたる。北海道南部の大沼国定公園においても群落が多数あり場所により開花の時期が違う、駒ヶ岳の噴火によってできた湿地であったり水の溜まる地形が多い為にミズバショウには適した地といえる。田中澄江が『新・花の百名山』で、薬師岳と北ノ俣岳の間にある「太郎兵衛平」を代表する花の一つとして紹介した。
- 北海道 石狩河口橋上流・石狩川河口畔左岸（石狩市）
- 北海道 湧別町芭露
- 北海道 網走湖畔（大空町・網走市）
- 北海道 雨竜沼湿原（雨竜町）
- 北海道 大沼（七飯町・森町）
- 秋田県 刺巻湿原（仙北市） - 田沢湖付近、田沢湖線刺巻駅から徒歩15分
- 岩手県 蛭山（ひるやま）ミズバショウ群生地・峠山ミズバショウ群生地（西和賀町）
- 山形県 鴫の谷地沼畔（上山市・山形市）
- 福島県 仁田沼（福島市） - 吾妻連峰
- 福島県 馬入新田水芭蕉群生地（郡山市）
- 福島県 真照寺（三春町）
- 福島県 田土ヶ入（西郷村）
- 新潟県 光ヶ原みずばしょうの森（上越市）
- 新潟県 黒倉山山腹のミズバショウ群生地（上越市）
- 尾瀬沼[3]
- 箱根湿生花園 (神奈川県)
- 片品水芭蕉の森 (群馬県)
- むれ水芭蕉園 (長野県)
- 長野県 奥裾花（長野市）
- 長野県 栂池高原（小谷村）[4]
- 富山県 - 縄ヶ池畔（南砺市）
- 富山県 - 水無平湿原（南砺市）
- 石川県 大嵐山（白山市） - 両白山地
- 取立平 - 両白山地
- 岐阜県 天生湿原 - 籾糠山

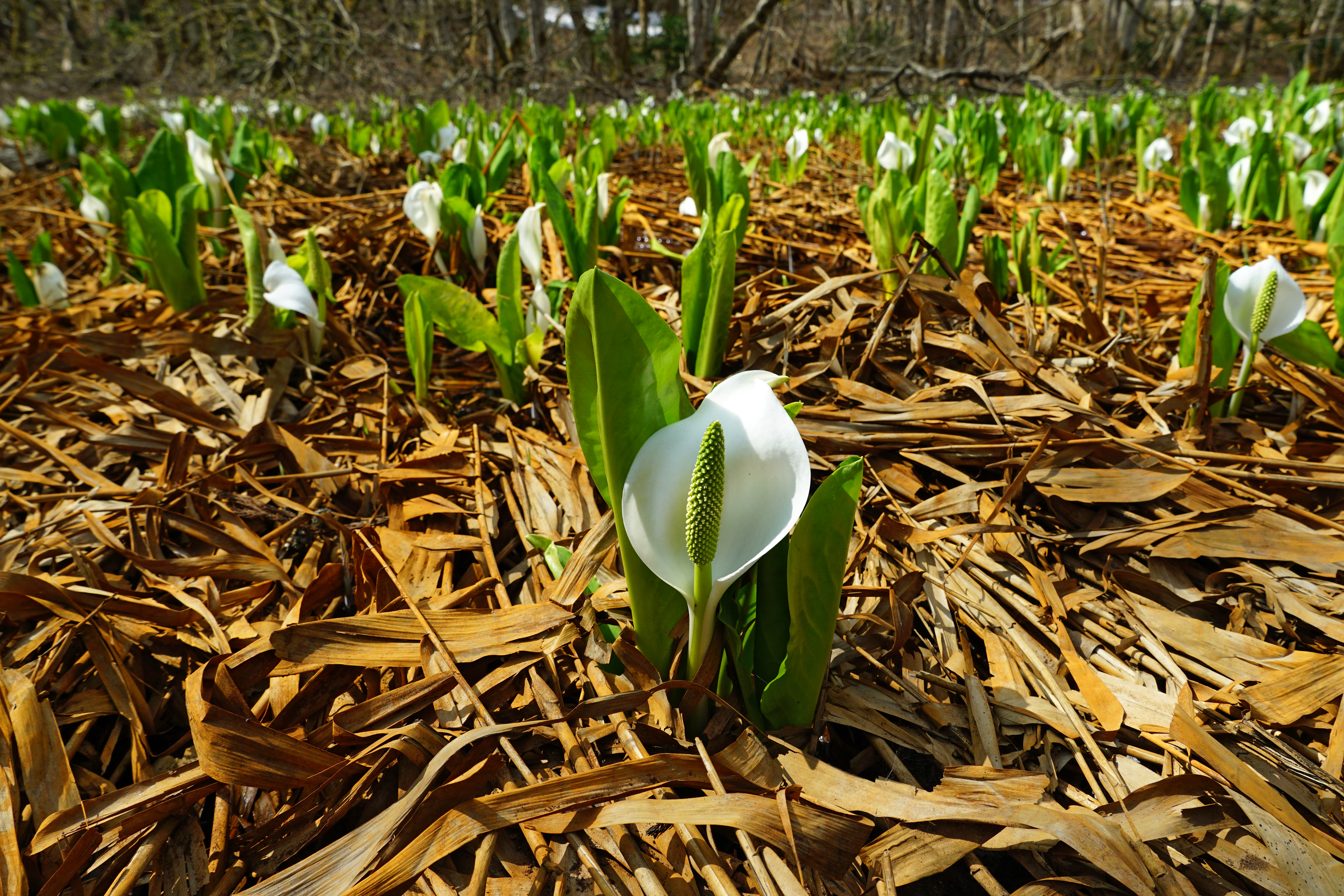
鴫の谷地沼畔 2022年4月
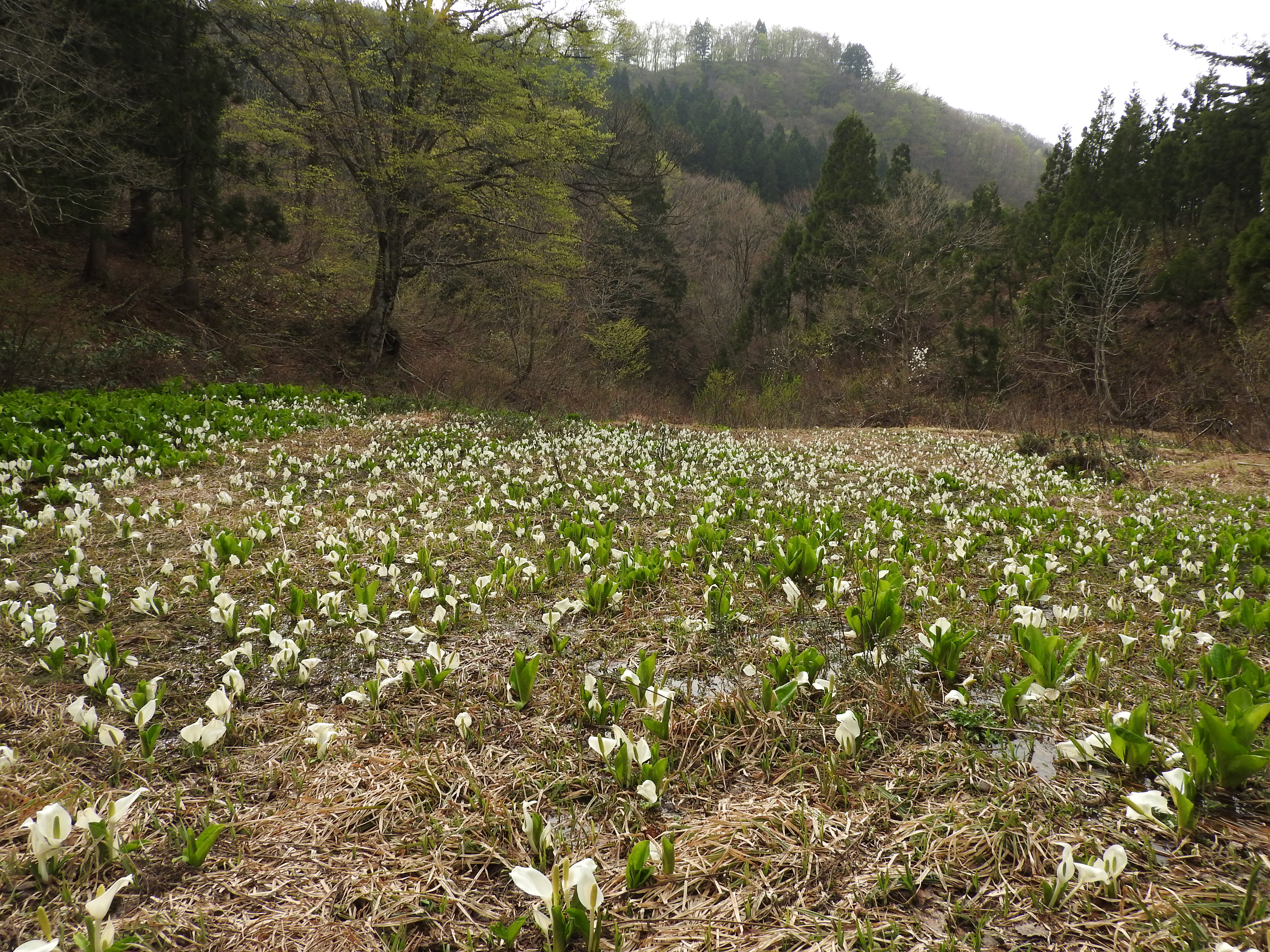
白峰村 2016年4月
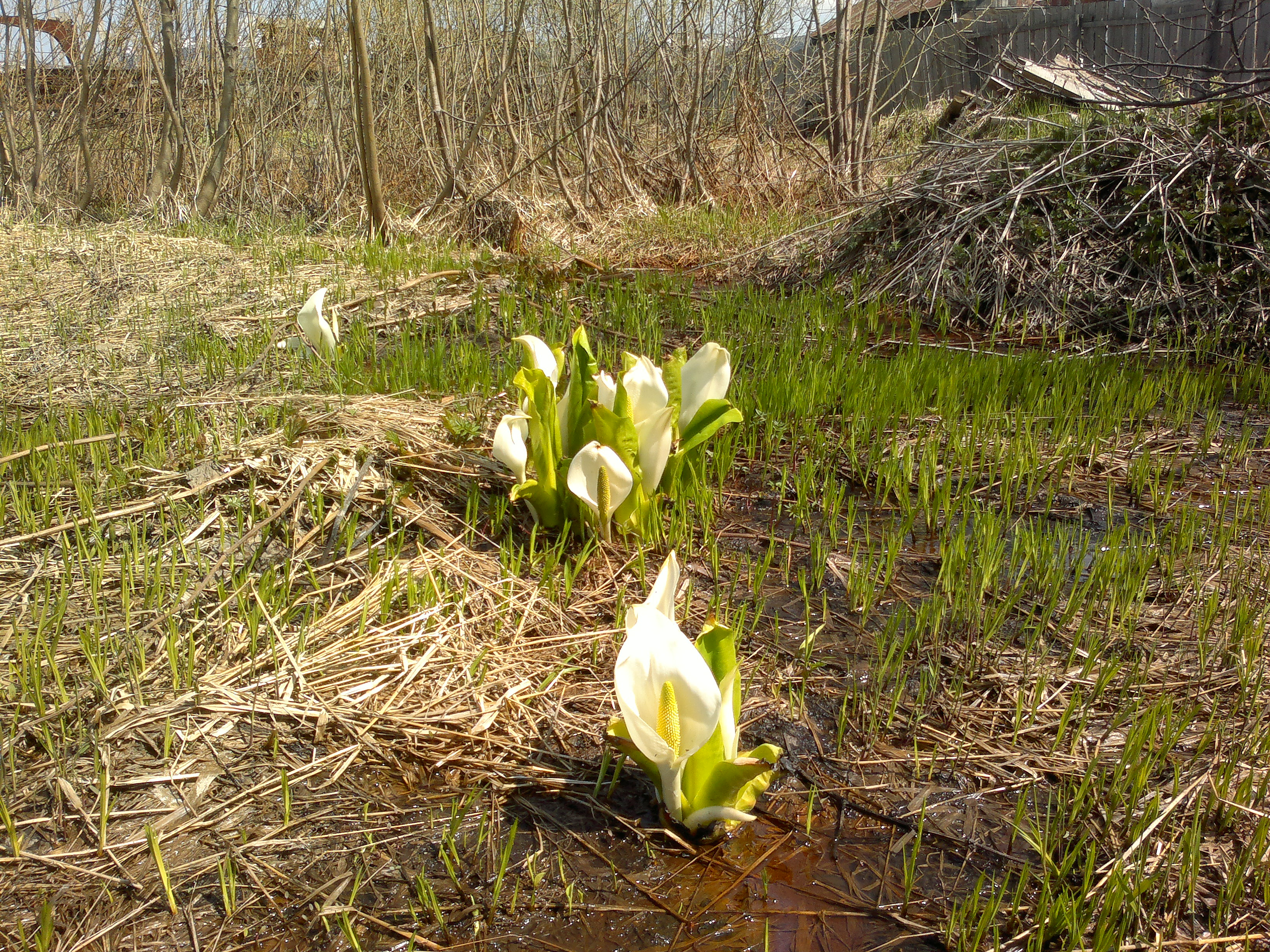
サハリン・ノヴォ=アレクサンドロフスク（旧樺太庁豊北村） 2014年5月
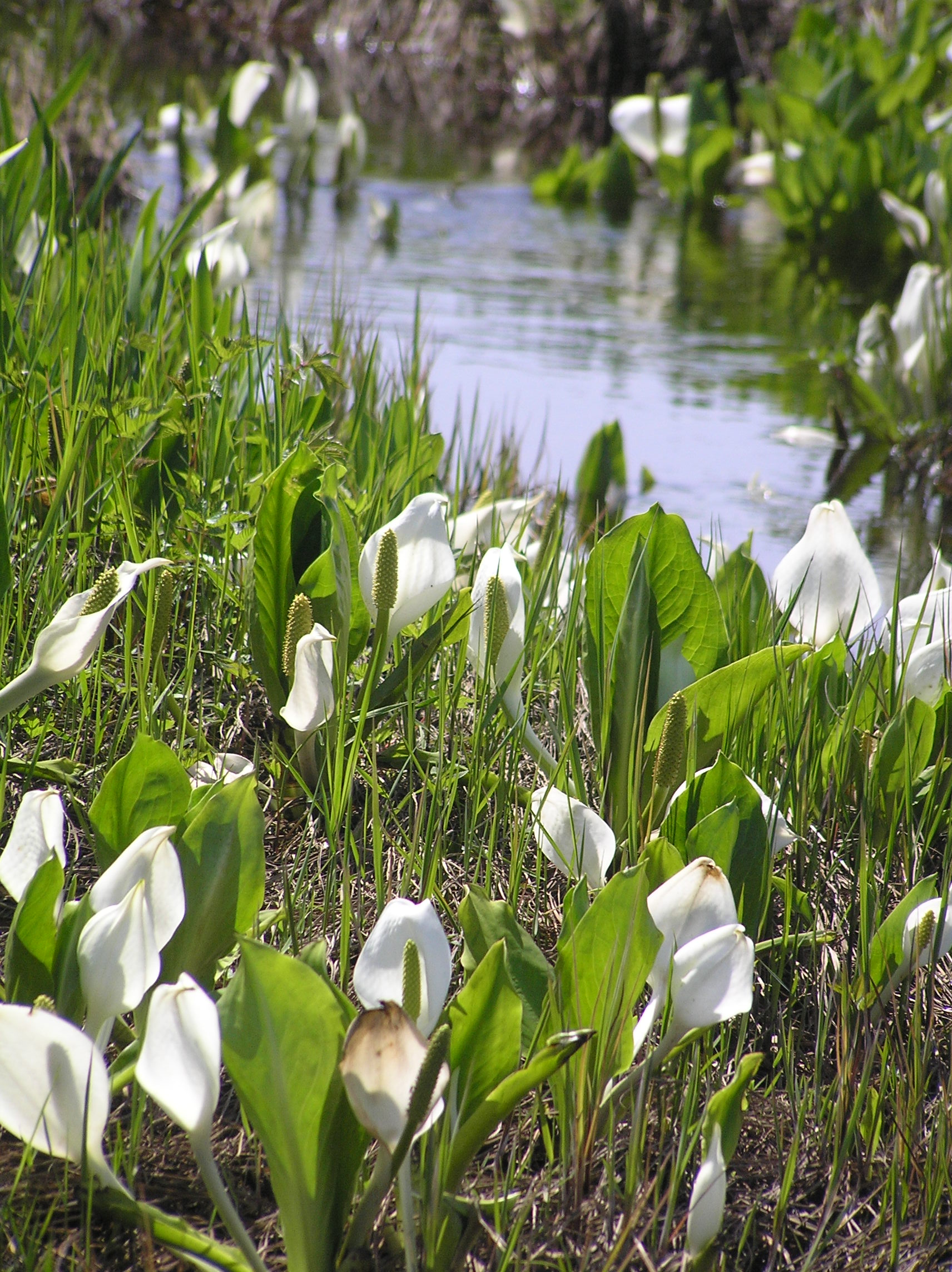
雨竜沼湿原 2006年7月
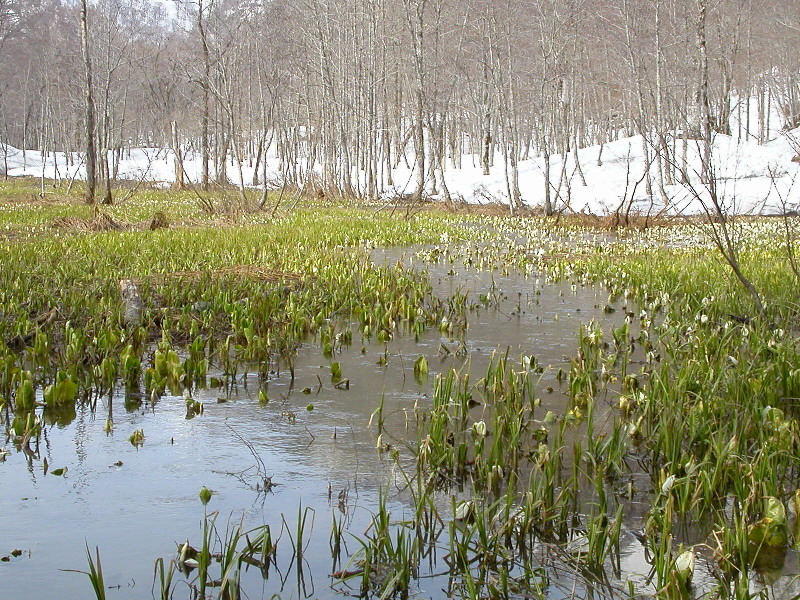
奥裾花自然園 2006年5月
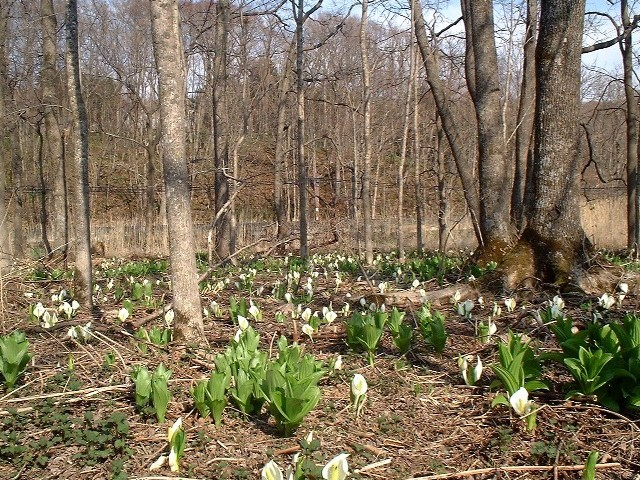
網走湖湖畔 2003年4月
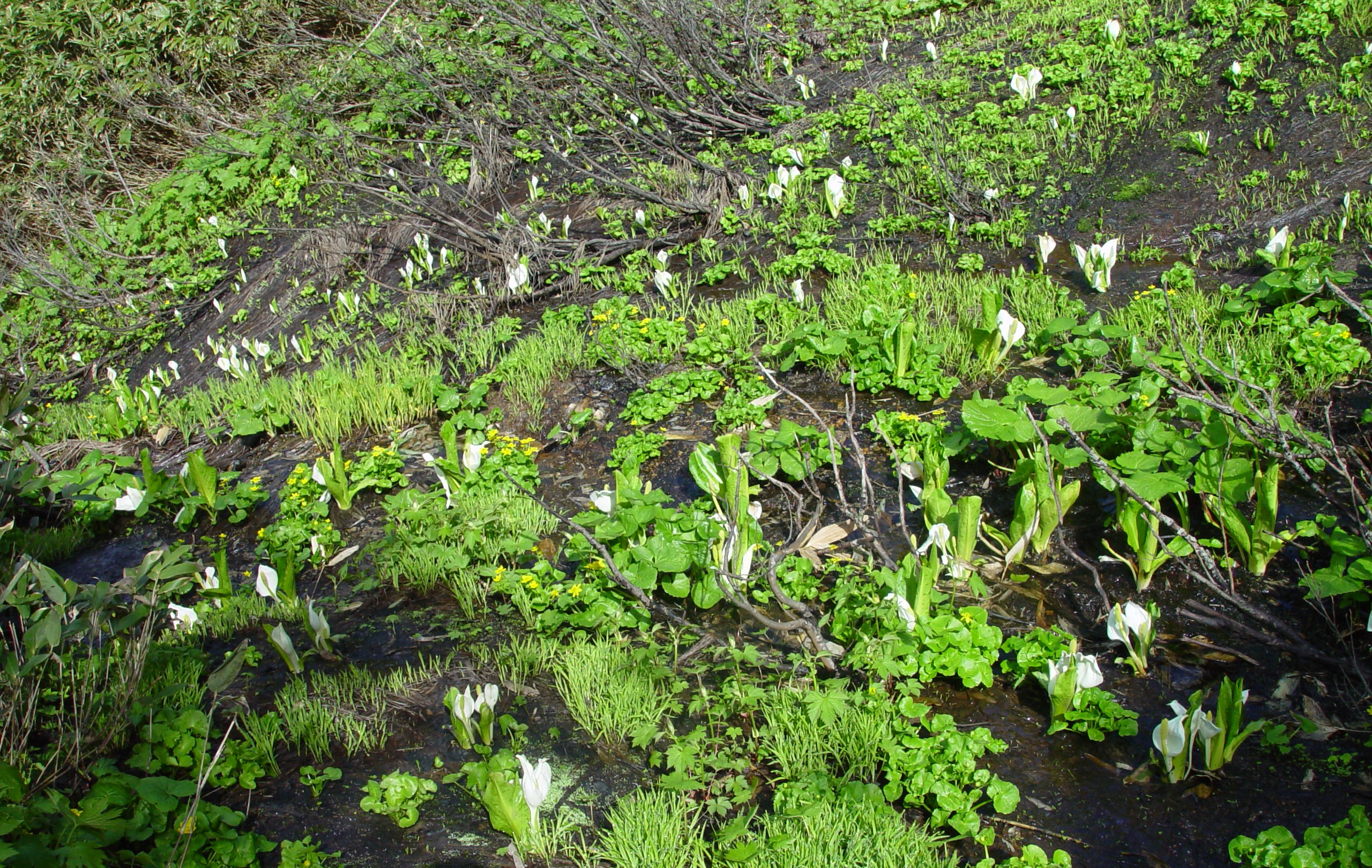
白山釈迦岳 2002年6月
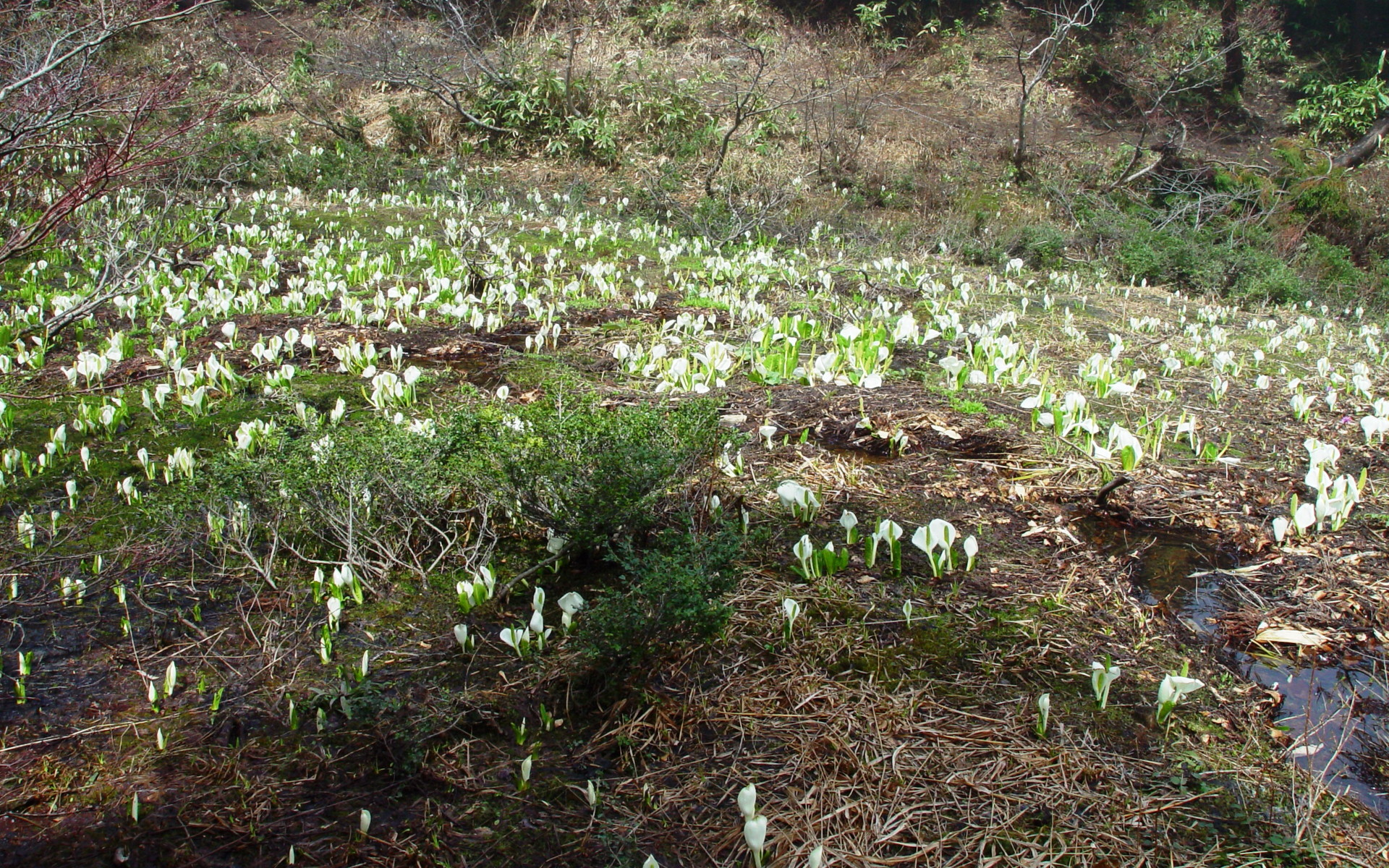
取立平 2001年5月

## 繁殖様式

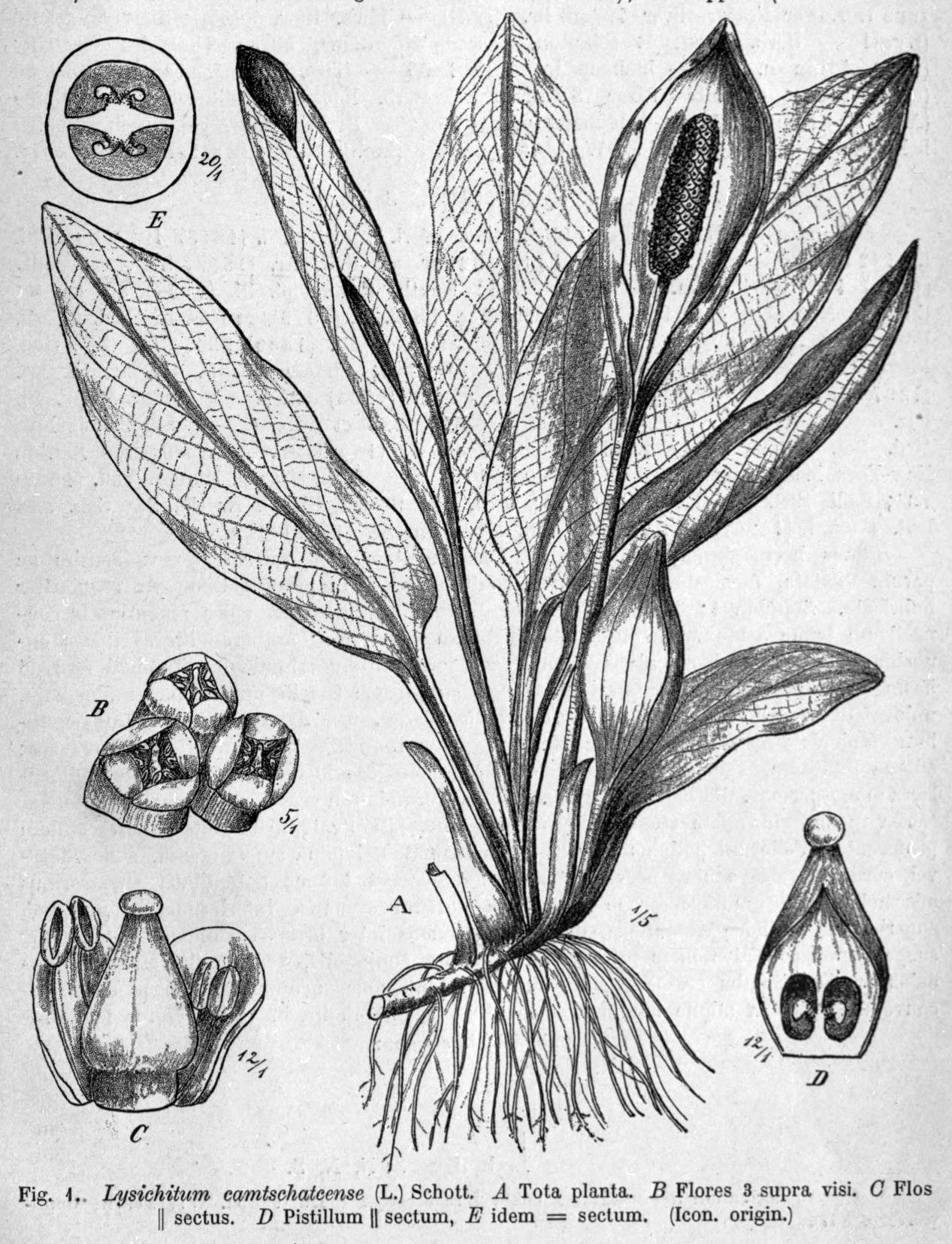
各部のスケッチ

1つの肉質の花序（肉穂花序）には数十から数百の小花があり、それらすべてが雄蕊（ゆうずい）と雌蕊（しずい）を持つ両性花である。仏炎苞が開いた時点で、多くの小花は雌蕊が露出しており受粉可能である。雄蕊は花序の表面には現れていない。開花の後数日すると、花序の表面を押し上げるようにして雄蕊が出現し、多くの花粉を放出する。この際、自花受粉することがある。その後は雄蕊からの花粉の放出が続く。このように、最初は雌蕊だけが機能し、やがて雄蕊が機能を始めるという開花システムを「雌性先熟」と呼び、イネ科などの風媒花によく見られる。
受粉後、花序は大きく成長し、緑色の肉質の果穂（かすい）になる。種子が完熟した果穂は、ぼろぼろと崩れ、果肉をつけたままで種子が散布される。果肉は軽くスポンジ状であり、種子が水に流される（水散布）のを助ける。種子自体も軽く、水に浮く。種子は褐色で大きさ約5 mmの半球型をしている。種子はしばしば野ネズミによって食害される。実生は条件の良い場所に定着すると3年程度で開花するまでに成長する。
種子には休眠性はなく、湿らせた状態で温度条件が良ければ簡単に発芽する。いっぽう乾燥に弱く、乾いた状態で貯蔵すると短期間のうちに死亡する。発芽率は高い。
また、大きく成長した個体の塊茎から、細長く短い地下茎が生じ、栄養繁殖することがある。栄養繁殖による子は親個体のすぐそばに見られるため、しばしば数個体がまとまって株立ちする。

## 利用
葉などの汁にはシュウ酸カルシウムが含まれ、肌に付くとかゆみや水ぶくれを起こすことがある。
根茎はかつて腎臓病や便秘などの民間薬として利用されたこともあるが、薬効についての根拠はなく、逆にアルカロイドが含まれているため、服用すると吐き気や脈拍の低下、ひどい時には呼吸困難や心臓麻痺を引き起こす危険があるので利用は禁物である。ツキノワグマはミズバショウの葉や花を食用とする場合があるが、これは冬眠後などに体内の老廃物等を排出するための嘔吐剤･下剤として食べるためであり、人間は絶対に真似してはならない。
切手の意匠になった。
- 1967年（昭和42年）5月15日発売 - 45円普通切手
- 2007年（平成19年）5月1日発売 - 50円ふるさと切手　関東花だより

## 地方名
- ベコノシタ（北海道、尾瀬地方・葉が牛の舌に似る）
- ヘビノマクラ（北海道・花序を蛇の枕に見立てる）
- パラキナ（北海道・アイヌ語で幅の広い葉）
- ウシノクチヤ（石川県白山・ザゼンソウも同じ異名で呼ぶこともある）

## 特徴的な個体変異
種としてのミズバショウは一種とされるが、いくつかの地域によく見られる個体変異が知られている。ただし、いずれもその地域に固有のものではなく、そのような変異個体がよく見つかるといったレベルの現象である。
- フイリミズバショウ（斑入り）

葉に暗緑色の斑がみられる。岐阜県の蛭ヶ野高原の個体群では高い頻度で見つかるという。蛭ヶ野高原の自生地は、兵庫県養父市の自生地が発見されるまで、ミズバショウの分布の南限地とされてきた。
- 仏炎苞が2枚ある個体

岩手県小岩井農場の個体群では、一つの花茎に大小2枚の仏炎苞が多く見つかるという。
- オバケミズバショウ

尾瀬を始め各地で見られる。いずれも大きく成長したものである。とくに尾瀬の個体群では、自生地の富栄養化の問題を象徴するものとして広く知られている。しかしながら、もともとミズバショウは数十年に及ぶ寿命を持ち、十分に成長した個体は1m以上の葉を持つことがある。また、観光地化されていない地域個体群（あるいは富栄養化が議論されていない自生地）でも普通に見られるので、富栄養化の影響は否定できないものの、オバケミズバショウを富栄養化問題からの視点だけで議論するのは適切ではない。
山形県真室川町沼ノ平には、古くから大きなミズバショウが群生していたとされる。地元には、江戸時代に新庄藩主が「六尺（約1.8m）の水芭蕉がある」とお国自慢していたという伝承がある。

## 種の保全状況評価
日本の以下の都道府県で、以下のレッドリストの指定を受けている。2007年8月現在、環境省のレッドリストの指定はない。上信越高原国立公園・中部山岳国立公園・白山国立公園などで自然公園指定植物となっている。
- 絶滅寸前または絶滅危惧種（絶滅危惧I類、CRまたはEN） - 兵庫県
- 準絶滅危惧（NT） - 栃木県、石川県
- 要注目種 - 福井県、静岡県

## 市町村指定の花
日本の多数の市町村の花に指定されている。また合併前に指定されていた。

### 市の花
- 飛騨市（岐阜県）
- 養父市（兵庫県）

### 町の花
- 大空町（北海道網走郡）
- 女満別町（北海道網走郡、現大空町）
- 芽室町（北海道河西郡）
- 仁賀保町（秋田県由利郡、現にかほ市）
- 加美町（宮城県加美郡）
- 西川町（山形県西村山郡）
- 羽黒町（山形県東田川郡、現鶴岡市）
- 西郷村（福島県西白河郡）
- 城端町（富山県東礪波郡、現南砺市）

### 村の花
- 新郷村（青森県三戸郡）
- 沢内村（岩手県和賀郡、現西和賀町）
- 檜枝岐村（福島県南会津郡）
- 北塩原村（福島県耶麻郡）
- 片品村（群馬県利根郡）
- 鬼無里村（長野県上水内郡、現長野市）
- 安曇村（長野県南安曇郡、現松本市）
- 宮川村（岐阜県吉城郡、現飛騨市）
- 明宝村（岐阜県郡上郡、現郡上市）

## その他
パルシステム生活協同組合連合会では、『水ばしょう』というブランドの粉石鹸を販売している。